# Доријан Греј (филм из 2009)
Доријан Греј (енгл. Dorian Gray) британски је фантастични хорор филм из 2009. Режију потписује Оливер Паркер, по сценарију Тобија Финлија. Темељи се на роману Слика Доријана Греја Оскара Вајлда. Главне улоге тумаче Бен Барнс, Колин Ферт, Ребека Хол, Бен Чаплин, Емилија Фокс и Рејчел Херд Вуд.

## Радња
Доријан Греј је наивни и неискварени младић чија лепота привлачи многе учеснике активног лондонског друштвеног живота, кроз које Доријана води харизматични Хенри. Кад један уметник наслика Доријанов портрет, Доријан је спреман да изгуби душу како би увек остао једнако леп. Ускоро околина почиње да утиче на Доријана, а са сваким злоделом које почини, његов портрет постаје све ружнији, а Доријан је спреман и да убије како би сачувао своју тајну. После бекства из Лондона, Доријан се враћа у тај град 25 година касније, непромењен, и ускоро упознаје Хенријеву прелепу ћерку.

## Улоге
| Глумац          | Улога           |
| --------------- | --------------- |
| Бен Барнс       | Доријан Греј    |
| Колин Ферт      | Хенри Вотон     |
| Бен Чаплин      | Базил Холворд   |
| Рејчел Херд Вуд | Сибил Вејн      |
| Џони Харис      | Џим Вејн        |
| Ребека Хол      | Емили Вотон     |
| Емилија Фокс    | Викторија Вотон |
| Фиона Шо        | Агата           |
| Марјам Д’Або    | Гледис          |
| Керолајн Гудол  | леди Редли      |
| Мајкл Калкин    | лорд Редли      |